# FC Hürth
Der FC Hürth e. V. ist ein Fußball- und Breitensportverein in Hürth, der am 17. Juni 2007 durch Verschmelzung der Spielvereinigung 1919 Hürth-Hermülheim mit dem BC Berrenrath 1926 entstand.

## Vereinsgeschichte
Die 1919 gegründeten Vereine BC Hürth und WSV Victoria Hermülheim fusionierten am 6. September 1951 zur SpVgg Hürth-Hermülheim. Diese Fusion geschah auf Initiative des Hauptsponsors der Victoria, des Bergwerksdirektors Adolf Dasbach, der dann auch zum Protektor des Vereins gewählt wurde. Dieser Verein hatte dann seine sportlich erfolgreichste Zeit in den 1950er Jahren, als er drei Spielzeiten in der 1. Amateurliga Mittelrhein bestreiten konnte. 1953/54 erreichten die Hermülheimer dort den dreizehnten Platz, in der Folgesaison verbesserten sie sich auf den siebten Platz und schlossen 1955/56 auf dem zwölften Platz ab.
Der zuletzt erfolgreichere andere Vorgängerverein, der 1926 gegründete BC Berrenrath, bestritt die Spielzeiten 1979/80 bis 1985/86 und 2005/06 (4. Platz) und 2006/07 (13. Platz) in der Verbandsliga Mittelrhein.

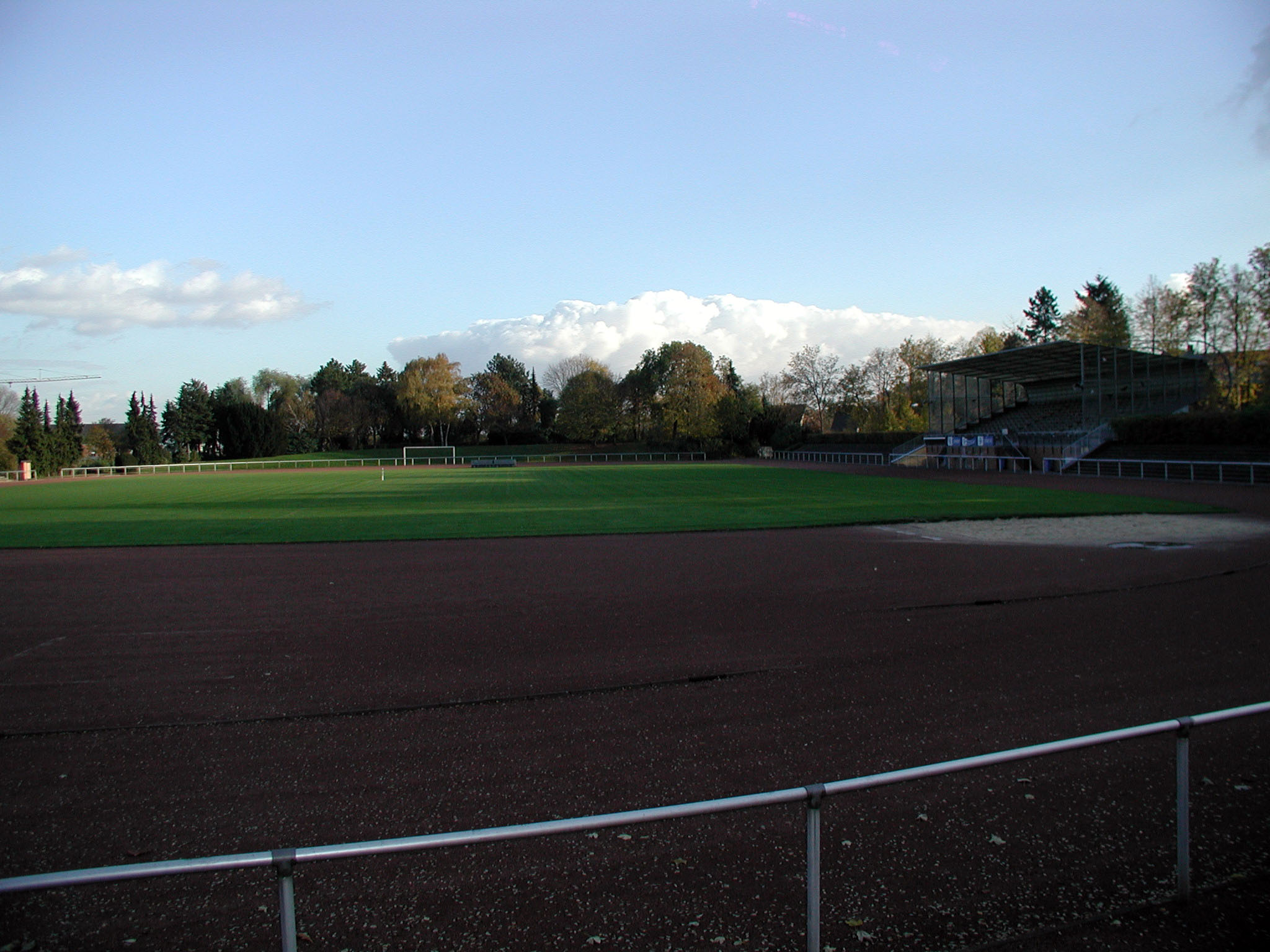
Stadion Hürth

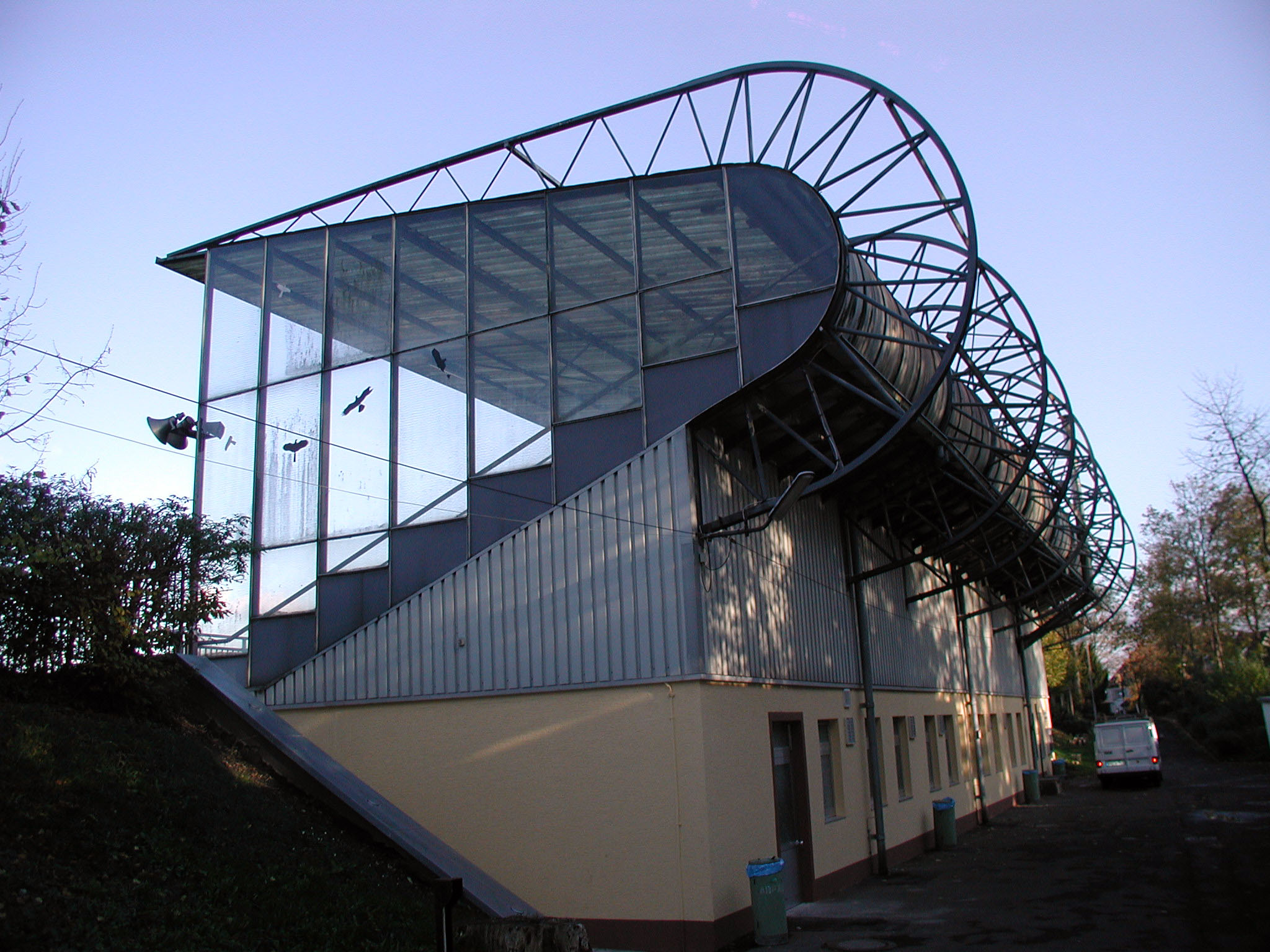
Tribüne von 1930

Haupttribüne der neuen Spielstätte salus-Park

Ihm verdankt der FC Hürth den zur Zeit der Fusion bestehenden Startplatz in der Landesliga, aus der er in der Spielzeit 2007/08 in die Mittelrheinliga aufstieg. 2013 musste man den Gang in die Landesliga antreten, konnte aber als dortiger Meister der Staffel 1 sofort wieder in die Mittelrheinliga aufsteigen. 2025 ging es wieder runter in die Landesliga.

## Persönlichkeiten
Die frühere U-15-Nationalspielerin Laura Eßer gehörte dem Vorgängerverein Berrenrath an. Roland Koch, der ehemalige Co-Trainer des 1. FC Köln, spielte früher ebenfalls für die Berrenrather.
Der Kölner Sänger Elias Breit (ELI) spielte ebenfalls für den FC Hürth in der Jugend.

## Plätze
Der Verein nutzt fünf Spielstätten: Der Sportplatz An Maria Bronn in Berrenrath ist ein Rasenplatz mit Flutlichtanlage. Er bietet Platz für 3.000 Zuschauer. Unweit davon steht an der Ursfelder Straße ein Aschenplatz zur Verfügung, der jedoch seltener benutzt wird. Außerdem wird das Hürther Stadion  an der Dunantstraße am Rande von Alt-Hürth genutzt. Hier, an der zentralen Sportanlage der Stadt Hürth, steht eine überdachte Tribüne zur Verfügung. Ein paar Meter weiter davon entfernt gibt es noch einen Aschenplatz, der vom FC Hürth genutzt wird. Außerdem wurde 2013 noch der Salus Park, ein Kunstrasenplatz an der Sudetenstraße in Hermülheim, gebaut. Dieser vom Vereinspräsidenten und seiner „salus-Klinik“ gesponserte Platz steht auch dem FC Hürth seit Ende Herbst 2013 zur Verfügung. Er wird auch von der Klinik für Rehabilitationen und vom benachbarten Albert-Schweitzer-Gymnasium sowie von einigen anderen Vereinen genutzt. Offizielle Einweihung war im Februar 2015.